# Dévényi Antal (festő)
Dévényi Antal (Budapest, 1910. május 12. – Budapest, 1989. szeptember 16.) festőművész.

## Életútja
Autodidakta művész. Eredeti szakmája szerint nyomdász volt, majd korrektorként dolgozott. 1967-ben leszázalékolták, ekkor kezdett foglalkozni rajzolással és festéssel. Többnyire tájképeket készített.

## Kiállításai

### Egyéni kiállításai
- 1970 • Hírlapkiadó Váll. klubja
- 1973 • Pincetárlat
- 1979 • Derkovits Pinceklub
- 1980 • Marczibányi téri Művelődési Ház, Budapest
- 1984 • Gutenberg Művelődési Ház, Budapest

### Válogatott csoportos kiállításai
- 1967, 1968 • Dési Huber I. Képzőművészeti Kör kiállítása
- 1970 • Tokaji Művésztelep
- 1971, 1973, 1975 • Ruszöv Ruházati Ktsz. Képzőművészeti Kör kiállítása, Budapest
- 1971 • Budapesti Amatőr Képzőművészeti Kör kiállítása • Gyulai Művésztelep
- 1972 • Winterthur (CH)
- 1973 • BHG Képzőművészeti Kör kiállítása, Budapest • Pest-Buda-Óbuda egyesítésének 100. évfordulója, Képzőművészeti Körök kiállítása • Magyar naiv kiállítás, Regensburg (NSZK) • Havanna (KUB) • Magyar Nemzeti Galéria, Budapest-ARTEX, La Jolla, San Francisco • Berlin
- 1974 • Peinture naive Européenne, 1974, Galerie Pro Arte Kasper, Morges (CH) • ARTEX-Képcsarnok, Budapest • Asztalos János Művelődési Ház, Rétság • KPVDSZ Művelődési Ház, Budapest
- 1975 • Fővárosi Művelődési Ház, Budapest • Belga-Magyar naiv kiállítás, Brüsszel • Turnhout • Mons (B) • IX. Országos Amatőr Képzőművészeti kiállítás • Budapesti Képzőművészeti Körök, Fővárosi Művelődési Ház, Budapest
- 1976 • Országos Képzőművészeti kiállítás, Ózd.

## Művek közgyűjteményekben
Asztalos J. Művelődési Ház, Rétság • Fővárosi Képtár, Budapest • Hajdúsági Múzeum, Hajdúböszörmény • Jósa András Múzeum, Nyíregyháza • Katona József Múzeum, Kecskemét • Magyar Nemzeti Galéria, Budapest • Országos Hadtörténeti Múzeum, Budapest • Sárospataki Képtár, Sárospatak • Zilahy Gy. Barátok Köre, Tokaj.